# 1973 en sports équestres
Chronologie des sports équestres
- 1972 en sports équestres - 1973 en sports équestres - 1974 en sports équestres

Cet article présente les faits marquants de l'année 1973 en sports équestres.

## Événements

### Année
- 12e édition des championnats d'Europe de saut d'obstacles à Hickstead (Royaume-Uni).
- 6e édition des championnats d'Europe de dressage 1973 à Aix-la-Chapelle (Allemagne de l'Ouest).
- 11e édition du championnat d'Europe de concours complet d'équitation 1973 à Kiev (URSS) qui est remportée par Aleksandr Yevdokimov sur Jeger en individuel et par l'équipe d'Allemagne de l'Ouest[1].